# Bom Jesus do Itabapoana
Bom Jesus do Itabapoana er en kommune i den brasilianske delstat Rio de Janeiro. Den har et areal af 598,8km2, og i 2010 havde den en befolkning på 35.411. Kommunen blev Grundlagt i 1939, efter at være blevet skilt fra kommunen Itaperuna. 

## Tilgrænsende byer
Bom Jesus do Itabapoana ligger 251 kilometer fra delstatens hovedstad Rio de Janeiro. Dens tilgrænsende byer er: 
- São José do Calçado (ES) – nord
- Bom Jesus do Norte (ES) – nord
- Apiacá (ES) – nord
- Mimoso do Sul (ES) – nordøst
- Campos dos Goytacazes – øst og sydøst
- Itaperuna – syd og sydøst
- Natividade – vest
- Varre-Sai – nordvest
- Guaçuí (ES)- nordvest

### Fodnoter
1. ↑  IBGE Cities
2. ↑  Political Administrative Maps (States)

21°8′2″S 41°40′48″V / 21.13389°S 41.68000°V